# Chu Duệ Tổ
Chu Duệ Tổ tiếng Trung: 周睿祖, tên thật là Cơ Võ hay Cơ Vũ (tiếng Trung: 姬武) là một công tử nhà Đông Chu, được Võ Tắc Thiên nhận là thế tổ thứ 40 của mình.

## Cuộc đời
Chu Duệ Tổ họ Cơ, là con trai nhỏ của Chu Bình vương, chú của Chu Hoàn vương. Theo Nguyên Hòa tính toản: Con trai nhỏ của Chu Bình vương sinh ra lòng bàn tay hiện ra chữ 武 (Vũ/Võ), lấy đó làm họ. Tân Đường thư cũng chép lại.
Năm 690, Võ Tắc Thiên lên ngôi, tự nhận Cơ Võ là tổ tiên 40 đời, truy phong ông hiệu Duệ Tổ Khang hoàng đế, tổ mẫu đời 40 họ Khương hiệu Khang Huệ hoàng hậu.
Sầm Trọng Miễn tự nhận mình là hậu nhân thuần túy của người này.

## Tranh cãi
Trịnh Tiều, Hồ Tam Tỉnh, Trương Chú đều cho rằng giả thuyết "trên tay có chữ" là Võ Tắc Thiên bịa đặt. Trịnh Tiều chỉ ra Nguyên Hòa tính toản đã nhầm lẫn Chu Văn vương với Chu Bình vương. Trương Chú lại chỉ ra họ Vũ/Võ xuất phát từ Vũ Đinh nhà Thương, còn nguồn gốc từ nhà Chu là bịa đặt.

## Lăng mộ
Lăng mộ của ông được kêu là Tề lăng (乔陵), nay thuộc thành phố Lạc Dương, tỉnh Hà Nam.